# Mask (Masami Okui)
MASK è un brano musicale di Masami Okui, interpretato in collaborazione con Kasumi Matsumura scritto dalla stessa Okui, e pubblicato come singolo il 3 novembre 1995 dalla Starchild. Il singolo è arrivato alla quarantottesima posizione nella classifica settimanale Oricon dei singoli più venduti, vendendo 9 970 copie. MASK è stato utilizzato come sigla di chiusura della serie televisiva anime Bakuretsu Hunter.

## Tracce
CD singolo KIDA-119
1. MASK (Okui Masami & Matsumura Kasumi) - 4:24
2. LOVE IS FIRE - 4:41
3. MASK (off vocal version) - 4:24
4. LOVE IS FIRE (off vocal version) - 4:41

Durata totale: 18:10
CD singolo KIDA-120
1. What's Up Guys? (Shinnosuke Furumoto & Megumi Hayashibara)
2. MASK
3. What's Up Guys? (off vocal version)
4. MASK (off vocal version)

## Classifiche
| Classifica (1995)                        | Posizione più alta |
| ---------------------------------------- | ------------------ |
| Giappone (Classifica settimanale Oricon) | 48                 |